# Monument de Gergovie
Le monument de Gergovie, ou monument commémoratif à Vercingétorix, est une œuvre de l'architecte clermontois Jean Teillard élevé en 1900 sur le bord oriental du plateau de Gergovie, à quelques kilomètres au sud de Clermont-Ferrand dans le Puy-de-Dôme, pour célébrer la victoire de Vercingétorix sur César sur ce site en 52 av. J.-C.

## Localisation
Le monument est érigé sur le bord nord-est du plateau de Gergovie dominant la plaine de la Limagne, sur la  commune de La Roche-Blanche dans le département du Puy-de-Dôme, à un peu plus de 7 km à vol d'oiseau, au sud-sud-est, du centre de Clermont-Ferrand.

## Description
Haut de 26 mètres,, le monument est fait en pierre de Volvic. Il se compose d'un socle en forme de pyramide à gradins supportant trois colonnes crénelées disposées en triangle et surmontées de chapiteaux corinthiens qui soutiennent trois demi-arches. L'ensemble est chapeauté d'un casque gaulois ailé à la forme fantaisiste. Le socle abrite une crypte avec un cénotaphe de Vercingétorix. Ce socle était à l'origine polygonal et droit et fut modifié en août 1942.

## Plaques
Trois plaques sont disposées au-dessus du socle, entre les bases des colonnes. Deux d'entre elles sont écrites en latin. Ce choix peut paraitre paradoxal pour un monument célébrant une victoire sur les Romains. Mais l'Académie des sciences, belles-lettres et arts de Clermont-Ferrand, promotrice du monument, était alors constituée de l'élite clermontoise traditionaliste et conservatrice (noblesse, magistrats...) et on peut voir dans le choix du latin une volonté de distinction, alors que les plaques sur le socle de l'autre monument à Vercingétorix de la région, sa statue équestre à Clermont-Ferrand, seront elles écrites en français.

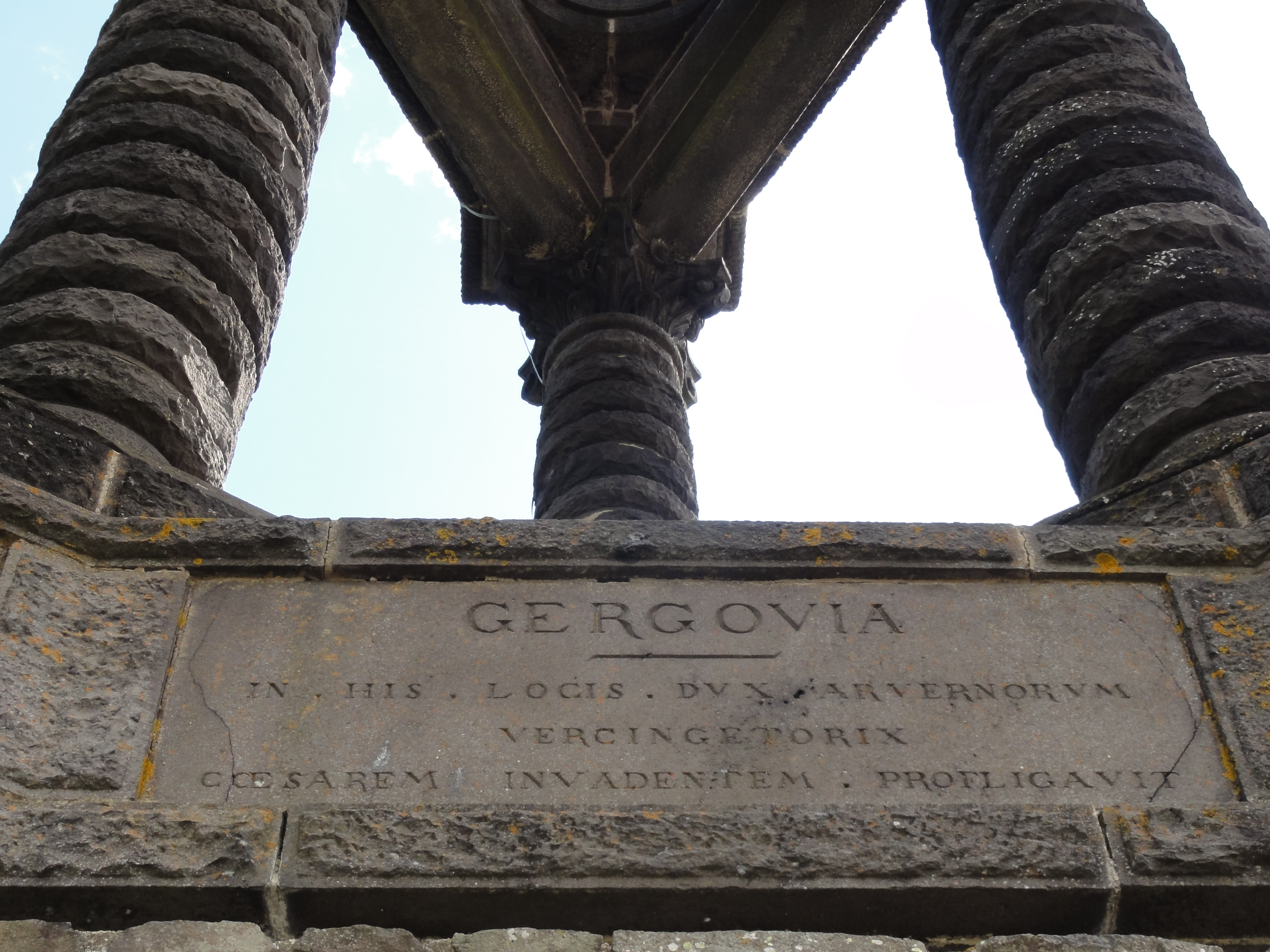
Plaque en latin côté ouest, au-dessus de l'entrée de la crypte.
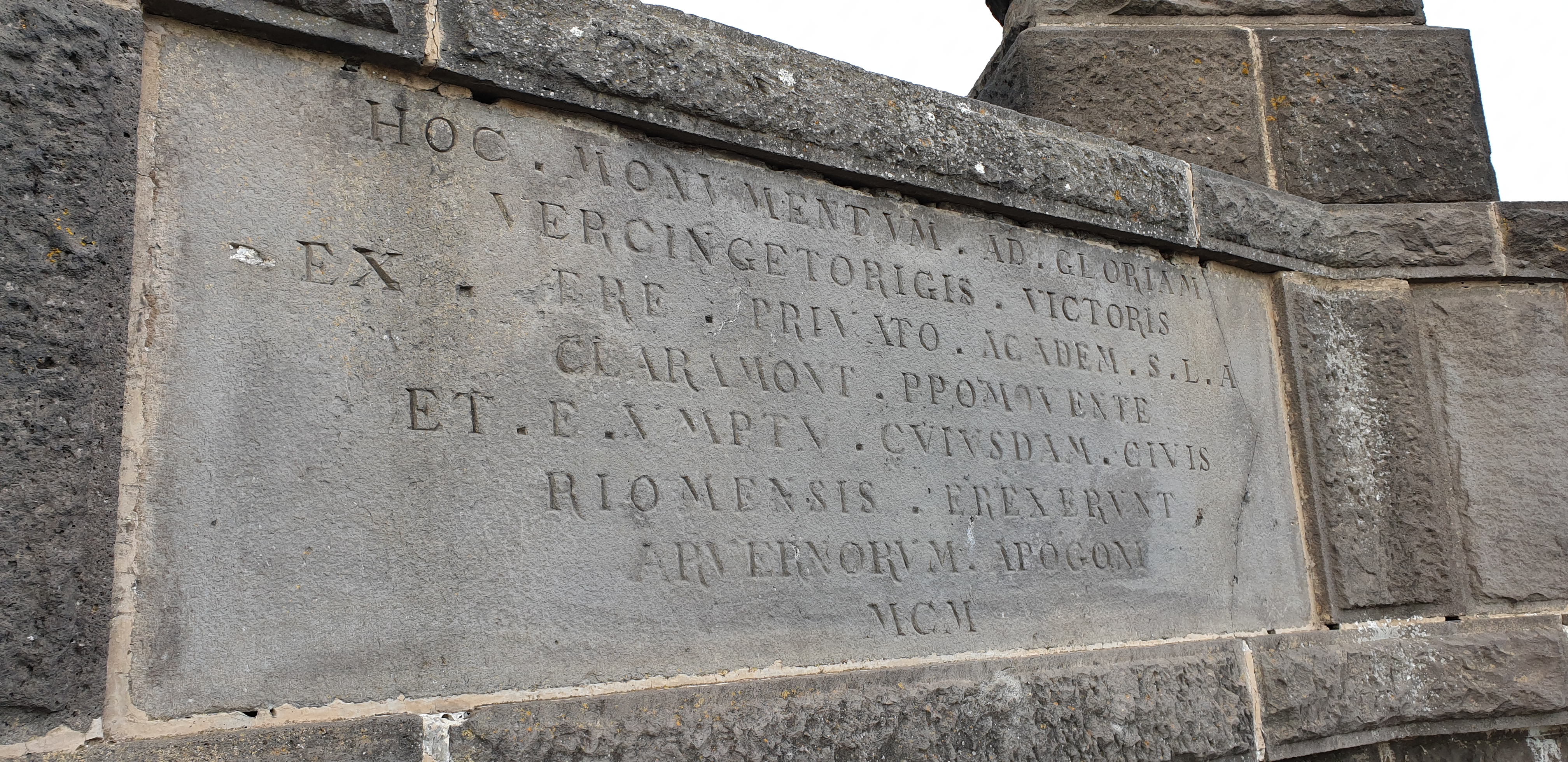
Plaque en latin côté sud.
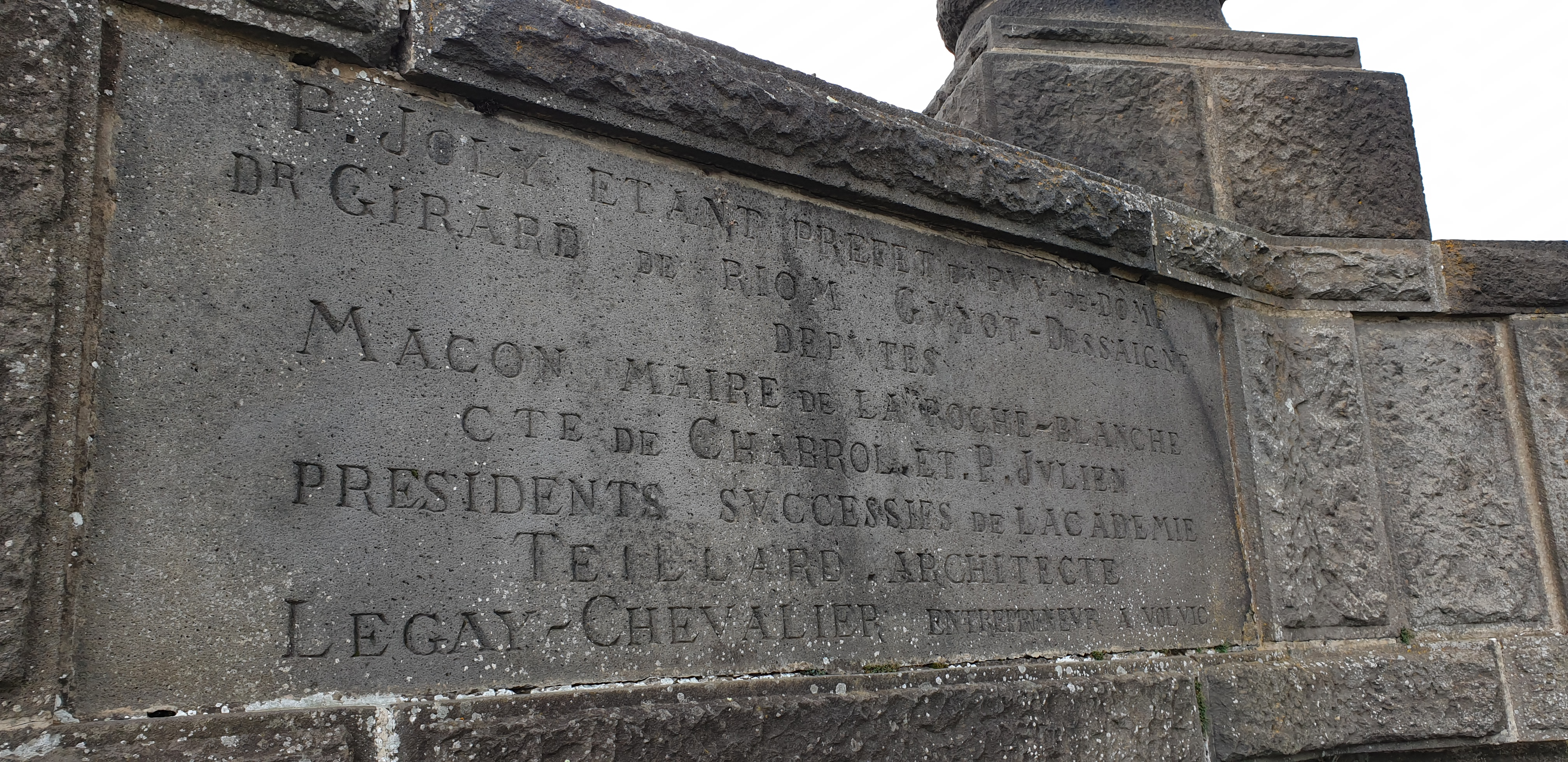
Plaque côté nord avec les noms de personnalités.

### Plaque en latin côté ouest, au-dessus de l'entrée de la crypte
Sur la plaque située au-dessus de l'entrée de la crypte, coté ouest, est gravé en latin : 
« GERGOVIA
IN HIS LOGIS DVX ARVERNORVM
VERCINGETORIX
C CESAREM INVADENTEM PROFLIGAVIT »
Traduisible en français par :

« Gergovie - En ce lieu le chef arverne - Vercingétorix - a vaincu l'envahisseur César »

### Plaque en latin côté sud
Sur la plaque coté sud, est gravé en latin :
« HOC MONVMENTVM AD GLORIAM
VERCINGETORIGIS VICTORIS
EX . ERE . PRIVATO . ACADEM . S.L.A
CLARAMONT . PPOMOVENTE .
ET . E .  VMPTV . CVIVSDAM . CIVIS . 
 RIOMENSIS . EREXERVNT
ARVERNORVM . APOGONI
MCM »
Traduisible en français par :

« Ce monument à la gloire du vainqueur Vercingétorix a été érigé par les descendants des Arvernes, grâce à un fonds privé promu par l'Académie S.L.A [sciences, lettres et arts] de Clermont, et à la générosité d'un citoyen de Riom, 1900 »

Cette plaque semble avoir été abimée et regravée par endroits, avec quelques caractères manquants et quelques erreurs dans le texte. Le texte correct aurait sans doute dû être :
« Hoc monumentum ad gloriam
Vercingetorigis victoris
 ex [a]ere privato Academiae S.L.A.
Claramontensis pp[r]omovente 
et e sumptu cuiusdam civis
Riomensis erexerunt
 Arvernorum apogoni
MCM. »

### Plaque côté nord avec les noms de personnalités
La troisième plaque, coté nord, cite des noms de personnes qui de par leur fonction ont contribué à l'érection du monument. Il y est gravé en français :

« P. JOLY ETANT PREFET dv PVY-DE-DÔME
Dr GIRARD de RIOM  GVYOT-DESSAIGNE
DEPVTES
MACON MAIRE de LA ROCHE-BLANCHE
Cte DE CHABROL ET P JVLIEN
PRESIDENTS SVCCESSIFS DE L ACADEMIE
TEILLARD . ARCHITECTE
LEGAY-CHEVALIER ENTREPRENEUR A VOLVIC »

Paul Barthélemy Joly était depuis quelques mois le préfet du Puy-de-Dôme (il restera 9 ans en poste et mourra en fonction en 1909). Edmond Guyot-Dessaigne était le député local (il sera ensuite président du Conseil général du Puy-de-Dôme puis ministre). Le docteur Amédée Girard, député et ancien maire de Riom, avait largement financé le monument (8 000 francs de l'époque), il meurt en juillet 1900, avant son achèvement. Félix Macon était le maire de La Roche-Blanche, commune où se situe le plateau de Gergovie, et avait acheté le terrain (avec le magistrat Pierre Cluzel) pour en faire don au Comité chargé de l'édification du monument. L'Académie des sciences, belles-lettres et arts de Clermont-Ferrand, avec le comte de Chabrol, son président de 1898 à 1899 et P. Julien, son président à partir de 1899, était l'initiatrice du projet. L'architecte Jean Teillard était alors un architecte renommé de Clermont-Ferrand. L'entrepreneur Jean Legay-Chevalier était l'un des plus gros exploitants de pierre de Volvic,.

## Histoire

### Intérêt pour Vercingétorix et premières idées d'un monument
La première idée d'un monument sur le plateau de Gergovie remonte à l'érudit florentin Gabriel Simeoni qui de passage à Clermont en 1560 pour établir une carte de la Limagne identifia le site de Gergovie et proposa l'érection d'un monument mais à la gloire des chefs romains de la VIIIe légion, Fabius (it) et Petronius.
Le XIXe siècle est marqué en France par un intérêt nouveau pour Vercingétorix et les Gaulois et leur entrée dans le récit historique national. Amédée Thierry publie Histoire des Gaulois en 1828 et Henri Martin commence en 1833 la publication d'Histoire de France. En 1817 et 1834, des fouilles ont lieu à Gergovie sous la direction de Jean-Baptiste Bouillet et en 1831, le baron Taylor et Charles Nodier publient Voyage en Auvergne où apparait une vue de Gergovie avec la figure de Vercingétorix. Enfin en 1855, le tableau de Théodore Chassériau, La Défense des Gaules, est exposé lors de l'exposition universelle de Paris en 1855.

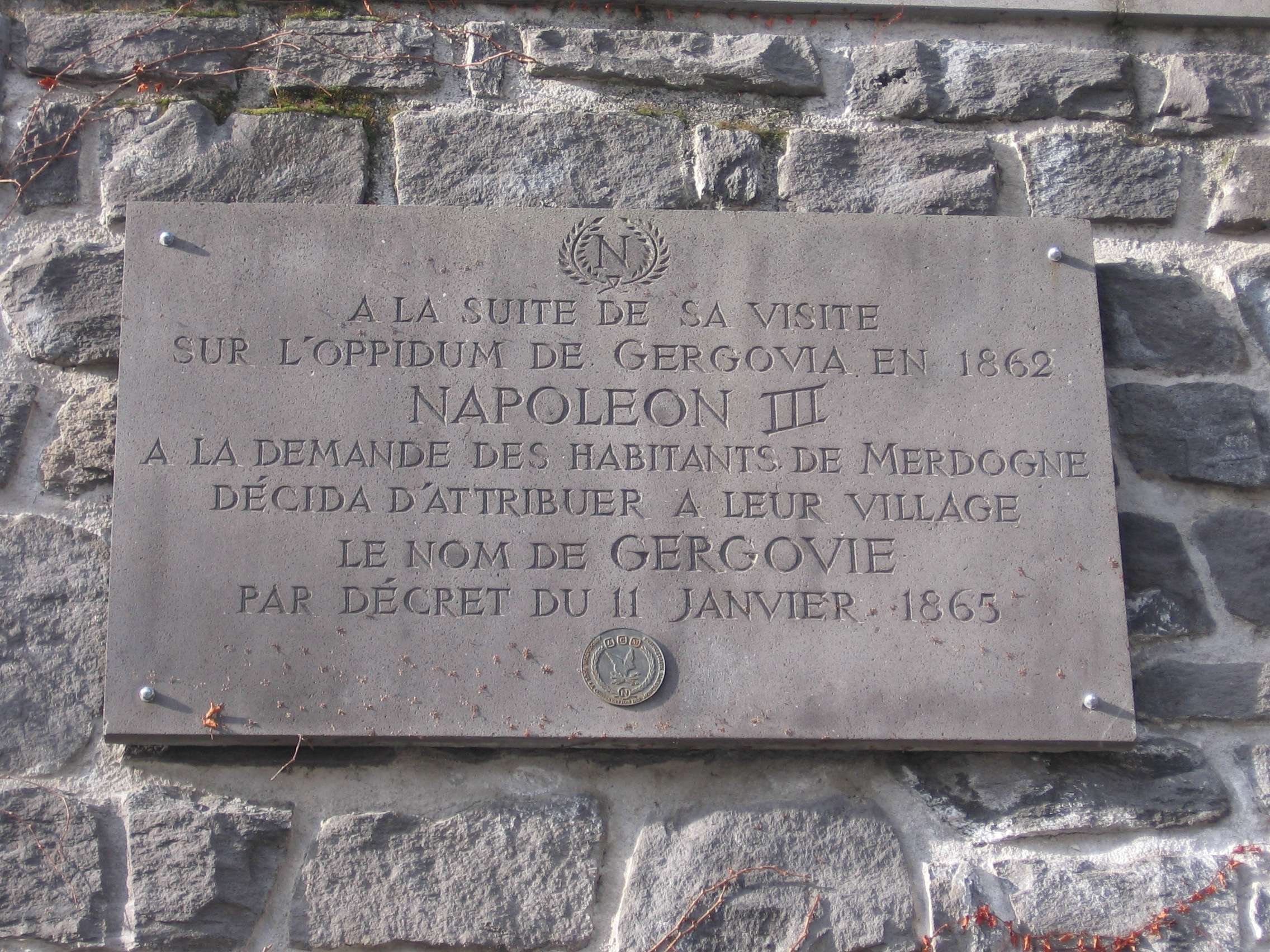
Plaque marquant le passage de Napoléon III sur le plateau de Gergovie et le changement du nom du village de Merdogne en Gergovie qu'il accorda aux habitants.

Bouillet est le premier à suggérer la construction d'un monument sur le plateau de Gergovie dans son Guide du voyageur de Clermont de 1836 et de nouveau dans les Tablettes historiques de l'Auvergne en 1843 en incitant « les populations d'Auvergne de prendre l'initiative ». En juillet 1862, Napoléon III se rend sur le plateau alors appelé plateau de Merdogne, du nom du village situé à son pied (aujourd'hui village de Gergovie) pour suivre l'état des fouilles qu'il a lancées et pour la préparation de son Histoire de Jules César (une plaque près du monument rappelle son passage). Mais il n'y fera pas élever de statue comme il le fit quelques années après, en 1865, sur le mont Auxois, site de l'oppidum d'Alésia avec une oeuvre de Millet, décevant les vœux de certains intellectuels locaux. Ainsi Louis Nadeau, professeur de lettres à Clermont-Ferrand et auteur de différents ouvrages sur l'Auvergne, déclara : 

« Voir élever, sur le plateau de Gergovia, du côté qui regarde Clermont et la Limagne, une statue colossale de Vercingétorix, du héros de l’indépendance nationale »

En 1865, dans la préface de son Vercingétorix, Henri Martin en formulera aussi le souhait.

### Premières initiatives de l'Académie de Clermont
En 1865,, l'Académie des sciences, belles-lettres et arts de Clermont-Ferrand créé une commission pour un monument à Vercingétorix. Ce n'est qu'en 1869, sept ans après le passage de Napoléon III sur le plateau, que l'Académie pourra placer son projet sous le patronage de l'Empereur. Cette même année, l'Académie choisit l'emplacement futur du monument, en bordure nord-est du plateau de Gergovie, face à la plaine de la Limagne.

### Projets concurrents

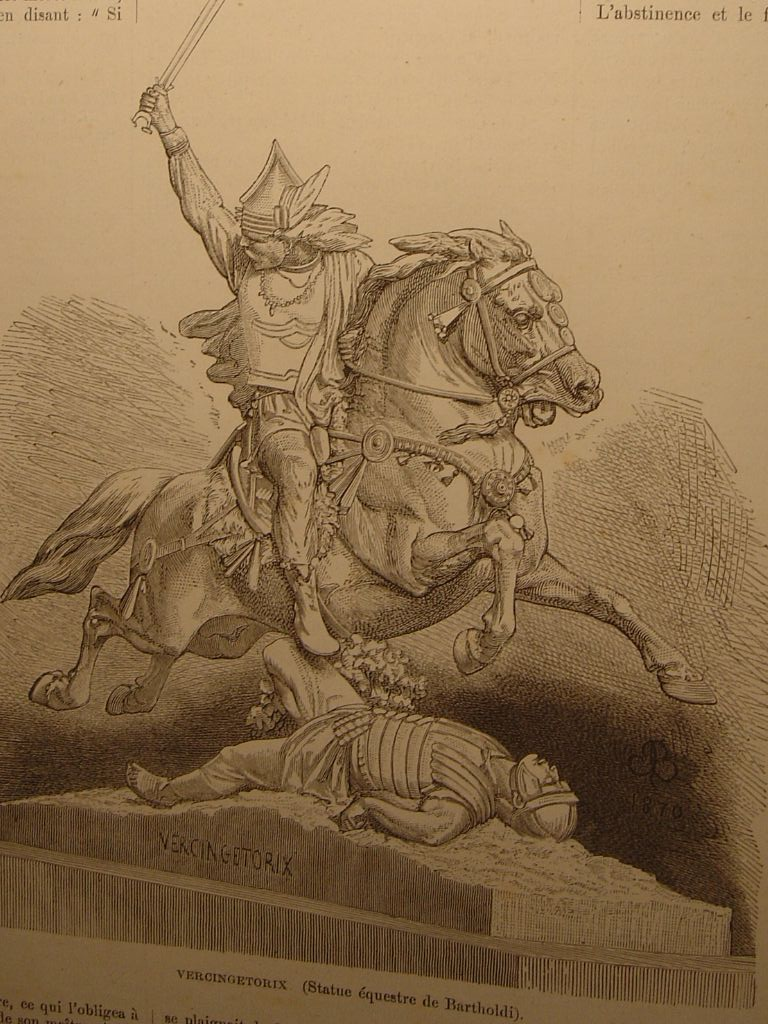
Croquis de la sculpture de Bartholdi, paru dans l'hebdomadaire belge L'Illustration européenne en 1872.

Au salon de 1870, Auguste Bartholdi présente son groupe sculpté avec Vercingétorix à cheval au dessus d'un romain à terre et le plâtre est acheté par l'État. La guerre de 1870 met en suspens le projet et l'Académie clermontoise ne le relance qu'en 1879 avec alors le projet de l'architecte Émile Mallay. En 1884 est créée la Société d'émulation de l'Auvergne qui un an plus tard, décide elle aussi de construire un monument à Vercingétorix. Une société auvergnate de Paris nouvellement fondée, la Société fraternelle des littérateurs et artistes d'Auvergne, plus connue sous le nom de « société de la Soupe aux choux », crée elle un comité national du monument à Vercingétorix. Ces deux sociétés sont favorables à une sculpture de Bartholdi, mais en désaccord sur l'emplacement et les dimensions de celle-ci. Le montant de la souscription ne permettra pas de financer le projet initial d'une statue colossale et donc les deux sociétés jugèrent alors qu'une statue aux dimensions plus modestes aurait mieux sa place sur une place de Clermont-Ferrand. L'Académie de Clermont, pour sa part, tenait à un monument sur le site même de Gergovie et refusera alors en 1885 une proposition de faire œuvre commune avec les autres organisations. Il y aura donc deux monuments, élevés à seulement trois ans d'écart, le monument de Gergovie en 1900 finalement confié à l'architecte clermontois Jean Teillard et la statue équestre de Vercingétorix par Bartholdi sur la place de Jaude à Clermont-Ferrand en 1903. Une partie du financement du monument de Gergovie est apporté par le docteur Girard, ancien maire de Riom et député du Puy-de-Dôme.

### Construction

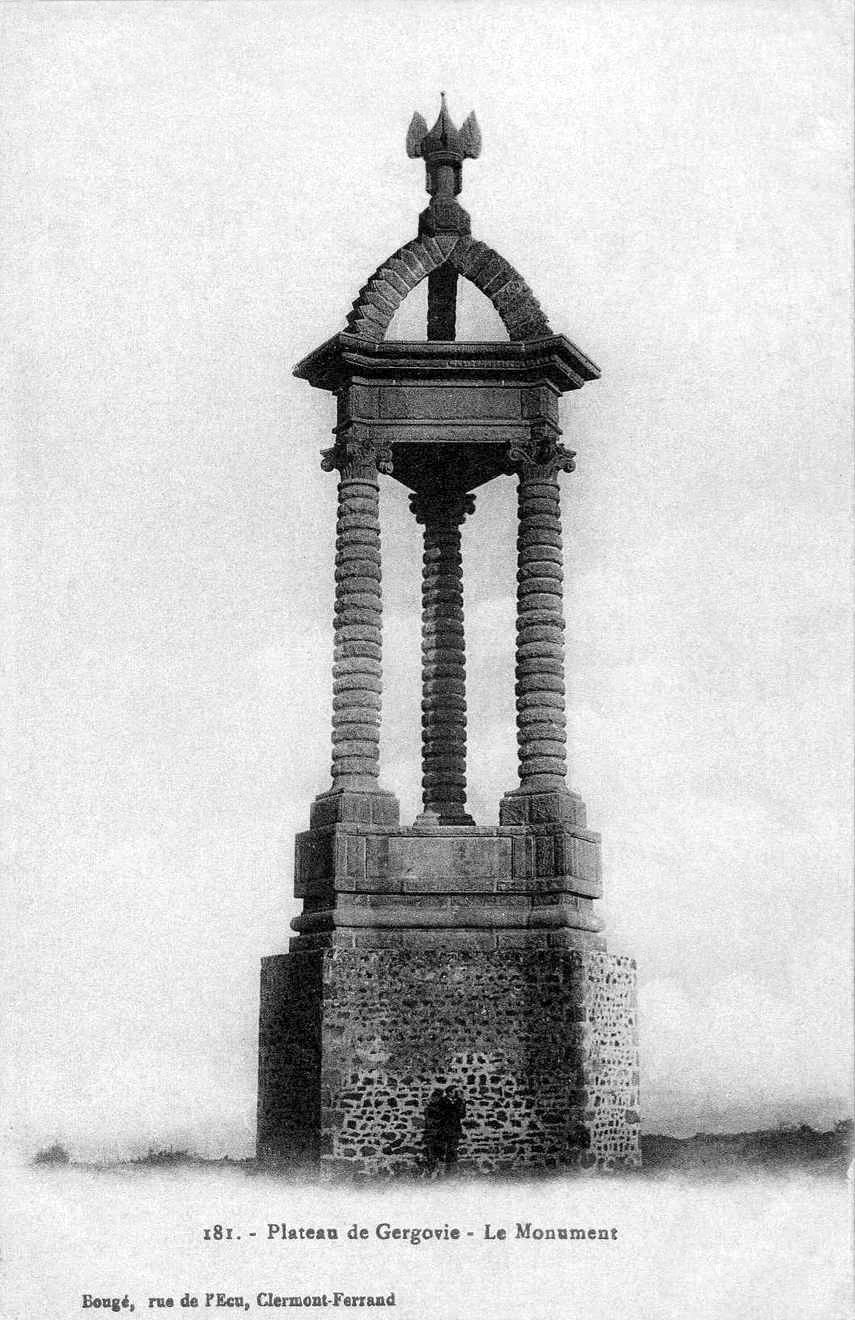
Carte postale des années 1900 du monument avec son socle primitif polygonal et droit.

Le terrain est acheté par Félix Macon, maire de La Roche-Blanche, la commune où se trouve le plateau de Gergovie, et par le magistrat Pierre Cluzel puis donné aussitôt au comité pour l'édification du monument. L'architecte choisi, Jean Teillard, était l'auteur récent de plusieurs bâtiments d'importance à Clermont-Ferrand dont le théâtre municipal (1894) et l'école Jeanne-d'Arc (1899). Il avait aussi réalisé la fontaine d'Urbain II (1898), située sur la place de la Victoire à côté de la cathédrale de cette ville. La construction est confiée à un des principaux entrepreneurs de Volvic, Jean Legay-Chevalier. Les travaux débutent en juillet 1900 et s'achèvent à l'automne de la même année. Les plaques gravées ne furent posées que l'année suivante. À l'origine, le socle est polygonal à murs droits, il sera élargi dans une forme pyramidale avec gradins — sa forme actuelle — en août 1942. Le monument est alors la première construction sur le haut du plateau de Gergovie.

Au contraire de la statue de Vercingétorix de la place de Jaude au centre de Clermont-Ferrand, qui connaît en 1903 une inauguration importante avec banquet, le monument de Gergovie est achevé dans une certaine discrétion en 1900 et ne sera pas inauguré. Un des trois principaux journaux régionaux de l'époque, Le Moniteur du Puy-de-Dôme, quotidien républicain, écrivit le 13 octobre 1900 : 

« Le monument élevé sur le plateau de Gergovie pour rappeler la victoire de Vercingétorix sur les Romains vient d'être terminé. Ce monument se voit de fort loin; malheureusement, la montagne qui lui sert de piédestal est trop majestueuse et au sommet de l'immense plateau les trois colonnes que surmonte le casque gaulois ne produisent pas l'effet attendu. Néanmoins, il faut rendre hommage à l'idée qui a présidé à cette érection et à la façon dont elle a été exécutée. »

L'Avenir du Puy-de-Dôme, quotidien nationaliste et catholique, n'y fit lui aucune allusion (ce journal sera aussi très critique sur l'inauguration trois ans plus tard de la statue de Vercingétorix à Clermont).
En 1901, le Comité cédera la propriété du monument et du terrain à la commune de La Roche Blanche.

### Appropriation par le régime de Vichy
En août 1942, sous le régime de Vichy qui promeut le culte de Vercingétorix, une grande cérémonie est organisée sur le plateau de Gergovie par la Légion française des combattants pour le deuxième anniversaire de sa création. Dans la nuit du 29 au 30 août, après une grande manifestation sur la place de Jaude à Clermont-Ferrand, sont montés sur le plateau de Gergovie sur des prolonges d'artillerie, des sachets, des urnes et des coffrets contenant des terres et des pierres recueillies dans toute la France métropolitaine — par la Légion en zone sud (dont des roches de la barre des Écrins prélevées à 4 200 mètres d'altitude) et par la Corporation paysanne en zone occupée — ainsi que dans les colonies françaises. Ces terres et pierres sont solennellement déposées le dimanche matin dans la crypte du monument en présence du maréchal Pétain. Initialement la Légion prévoyait de construire son propre monument, un peu plus au sud du plateau, mais finalement utilisera le monument existant. L'architecte vichyssois Gilbert Brière avait, quelques semaines auparavant, modifié la base du monument en englobant le socle originel à parois verticales dans une pyramide à gradins et en supprimant la porte d'entrée de la crypte située côté plaine pour la replacer côté plateau en prévision des futurs pèlerinages sur le site que prévoyait le régime de Vichy . Sept étoiles, rappelant l'insigne du maréchal Pétain furent gravées au pied-droit de la porte,, le cénotaphe fut recouvert d'une dalle hexagonale gravée de l'écusson de la Légion (qui représentait un casque gaulois ailé) et une inscription fut gravée sur le monument :

« Le 30 août 1942, le Maréchal Pétain, chef de l'État, chef de la Légion française des combattants et des volontaires de la Révolution nationale, a fait réunir en ce haut-lieu, symbole de l'unité française, des terres provenant de toutes les communes de France et de l'Empire français. »

Le monument fut renommé « Monument de l'unité française » mais il retomba dans l'oubli après cette manifestation, et à la Libération, la dalle de la Légion et l'inscription furent retirées et une des sept étoiles fut martelée.

### Inscription puis classement aux Monuments historiques
Le monument a été inscrit aux Monuments historiques par arrêté du 5 mars 2018 (l'oppidum faisait déjà l'objet d'une inscription depuis 2013) et le 9 novembre de la même année, le monument est inclus dans le classement aux Monuments historiques d'une grande partie du plateau de Gergovie.

## Incompréhension du monument
Un sondage in situ au printemps 2015 a montré que les visiteurs ne connaissaient pas l’histoire de sa construction ou l'assimilaient aux périodes du Second Empire ou du régime de Vichy. Selon la sociologue Léa Maroufin, le monument de Gergovie est un « "monument-message", un monument qui a une fonction commémorative mais qui produit un discours qui exige nécessairement d’être décodé ». Mais il « souffre de son incapacité à transmettre [ce message], et ce dès sa création. Le discours patriotique et élitiste de l'Académie reste incompris car les codes nécessaires à son décryptage n’ont jamais été assimilés. Par ailleurs, les modifications apportées par le régime de Vichy ont encore complexifié le message ». En opposition, la statue de Vercingétorix à Clermont-Ferrand est un « monument-forme » qui, s'il a perdu depuis sa fonction mémorielle pour une fonction esthétique, est plus facilement compréhensible.

## Galerie photos

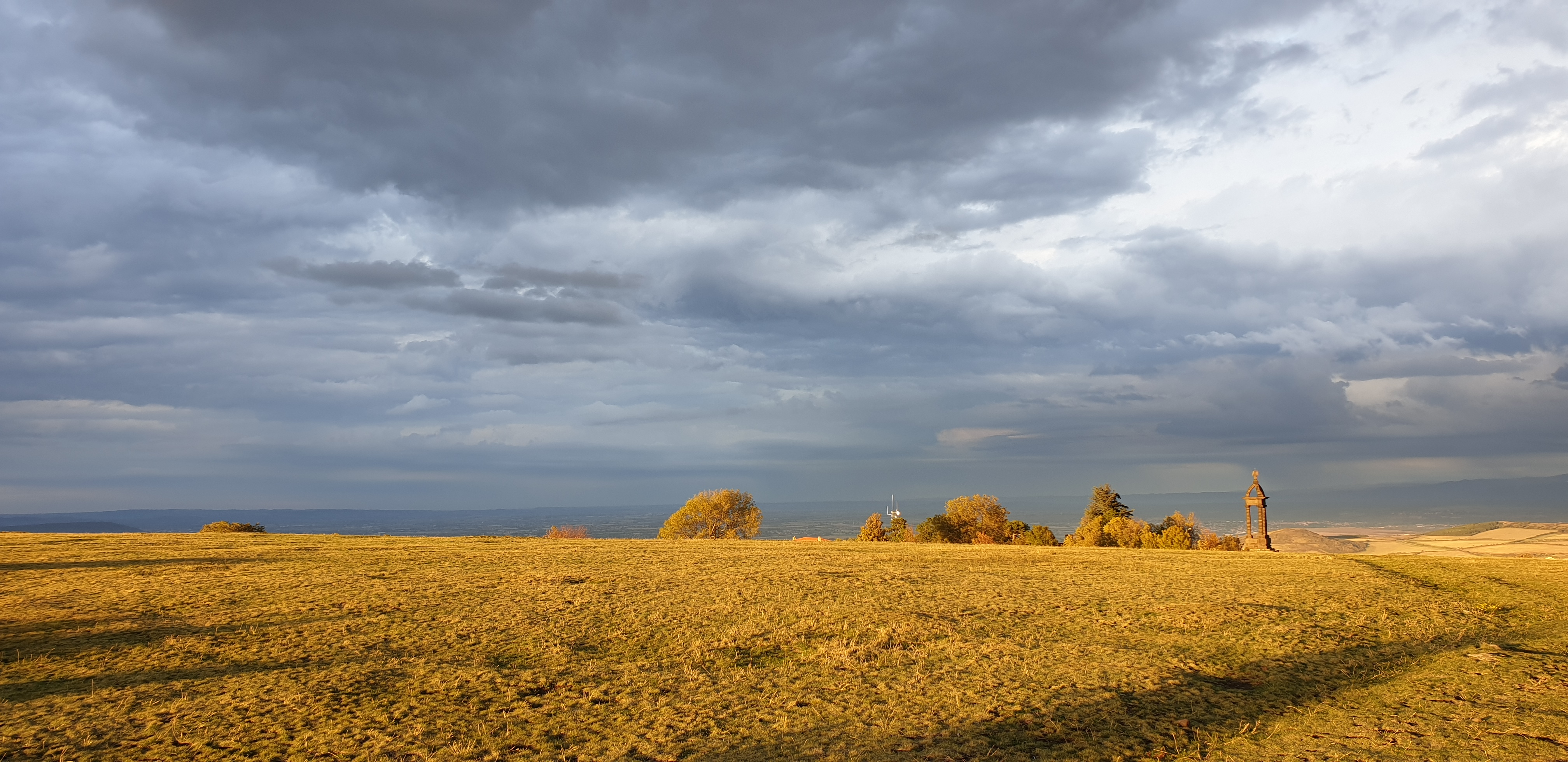
Le plateau de Gergovie vu vers le nord-est avec le monument se dressant à l'arrière-plan.
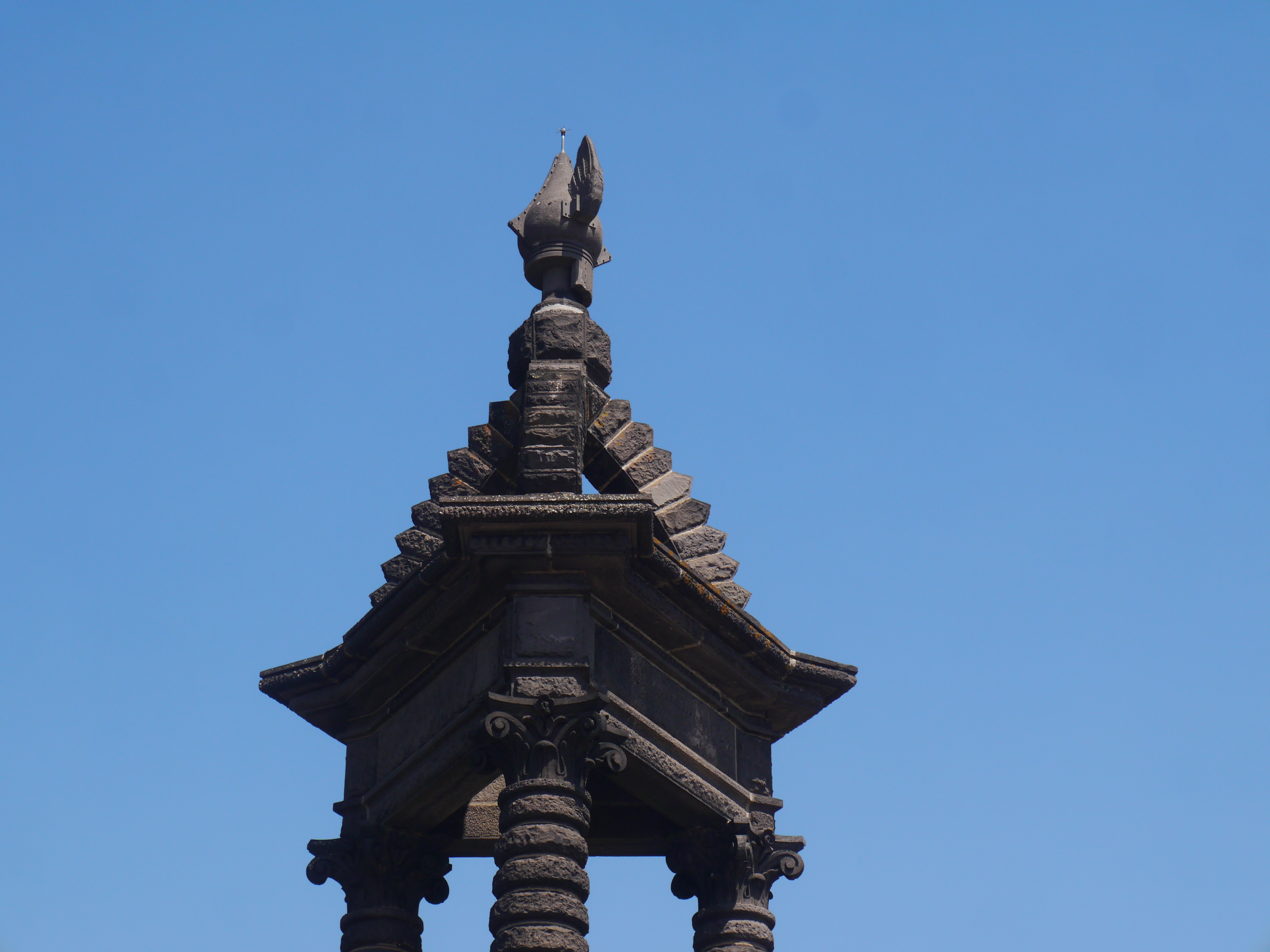
Le casque ailé « gaulois ».
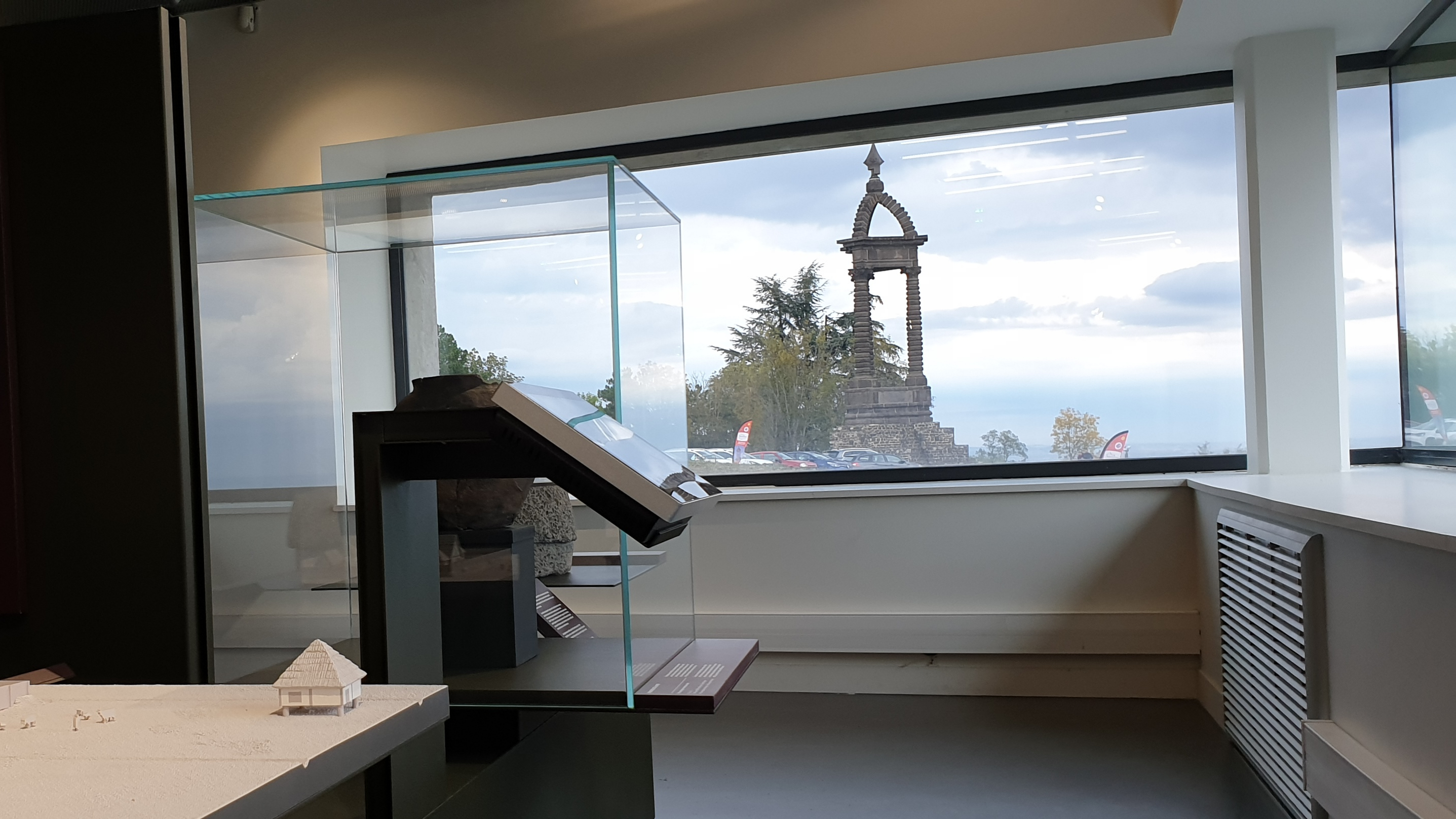
Le monument vu depuis l'une des salles du musée de la bataille de Gergovie (MAB).
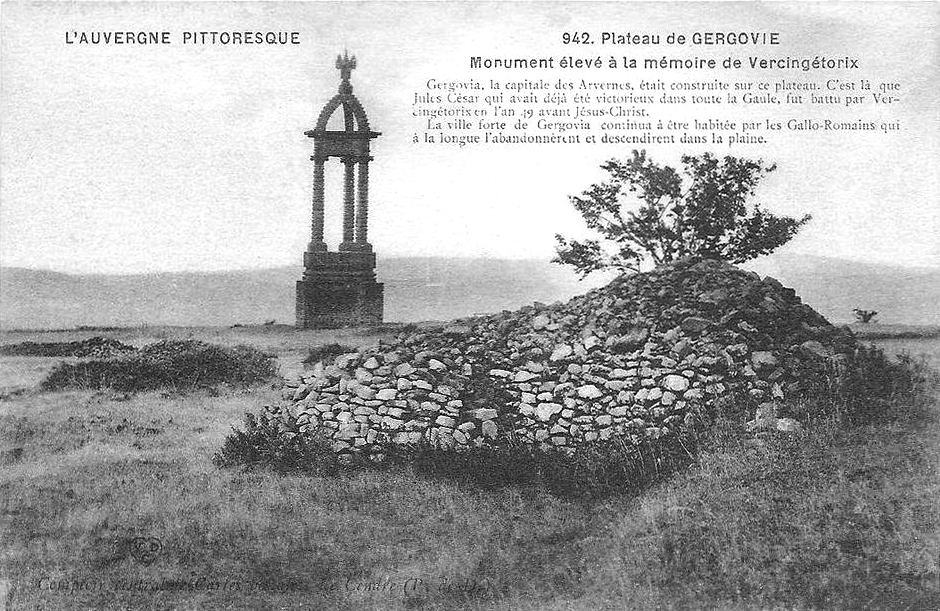
Le plateau au début du XXe siècle avec, au premier plan, un pierrier, vestige de son exploitation agricole.